# Vincent Danz
Vincent Danz (Nueva York, 26 de febrero de 1963 - Bajo Manhattan, 11 de septiembre de 2001) fue un agente del Departamento de Policía de Nueva York y especialista en Seguridad Portuaria de la Reserva de la Guardia Costera de Estados Unidos. Falleció, como otros tantos policías, en servicio de urgencia durante los atentados del 11 de septiembre de 2001, víctima del colapso de la Torre Sur, la primera en derrumbarse.

## Carrera
Danz se incorporó al Departamento de Policía de Nueva York después de servir en el Cuerpo de Marines. Empezó patrullando en bicicleta. Era miembro de la Unidad de Servicios de Emergencia. El 11 de septiembre de 2001, murió en acto de servicio tras acudir al World Trade Center para ayudar en las tareas de evacuación. Falleció en el derrumbe de la Torre Sur.

## Legado
Danz fue el primer oficial de policía que tuvo un funeral. El alcalde de Nueva York Rudy Giuliani pronunció un panegírico.
En 2010, Charles W. Bowen, entonces suboficial de mayor rango de la Guardia Costera, propuso que todos los cúteres de la clase Sentinel llevaran el nombre de marineros alistados de la Guardia Costera, o de uno de sus servicios precursores, que fueran reconocidos por su heroísmo. El 23 de octubre de 2019, la Guardia Costera anunció que el 62º cúter de dicha clase pasaba a llamarse USCGC Vincent Danz.
El 12 de noviembre de 2019, Karl Schultz, comandante de la Guardia Costera estuvo acompañado por el entonces alcalde de Nueva York Bill de Blasio, por el comisionado de los policías de la ciudad, James P. O'Neill, y por John Sudnik, jefe de bomberos del FDNY, para anunciar formalmente los nombres de los buques.